# でれすけ!
『でれすけ!』は、宇佐美道子による日本の漫画作品。『ファミ通コミッククリア』（エンターブレインのウェブコミック配信サイト）において2009年12月11日更新分から2011年3月11日更新分まで連載された。全15話。単行本既刊2巻（2010年10月27日現在）。題名は作者の出身地・福島県の方言で「ばか者」の意味である。単行本第1巻のキャッチコピーは「ちょっぴりオカルト? けっこうラブコメ。やっぱりハートフル!」。

## あらすじ
両親の離婚で父と別居していた高校生・白田大祐は、父に呼び出され10年ぶりに故郷の実家・小霊寺に帰る。そこに現れた幼なじみ・根元楠生は父を捕まえ、寺を辞め土地を売ろうとしていることは許さないと言う。そんな中、大祐の前に謎の少女・ミヨが現れ、寺の権利書を持ち出し売るのを止めてくれと言い出す。さらに大祐は彼女の導きで、寺に住む幽霊たちと出遭う。

## 登場人物
白田 大祐（しろた だいすけ）
本作品の主人公。16歳の高校生。10年前に両親が離婚、父とは別居し東京で母と暮らしている。
突然父の大吉に呼び出され、故郷の自宅である小霊寺の片付けを手伝わされる。さらに古くなり維持が難しい、として町の再開発に伴う高速道路建設用の敷地として、売り払うということを告げられる。だがミヨや幽霊との会話を霊感の無い町長に見られたことにより売却は中止になり、結果的に寺を守ったこととなった。
寺の継続を希望しない大吉からは寺の手伝いを命ぜられ、強引に移住・転校させられることとなる。
昔から霊感が強く、寺のことを怖がっていた。ミヨの導きで幽霊が見えるようになってからは幽霊たちの悩み相談をする羽目になる。
楠生の母の指輪が手元に来たことを切っ掛けに、楠生の母の霊に会いたいという相談に乗る。家庭の事情に踏み込んでしまったことから一時は険悪な雰囲気になってしまうも、ミヨのアドバイスで楠生の笑顔が好きという思いを確認し、再び尽力する。
根元 楠生（ねもと なお）
本作品のヒロイン。小霊寺の隣の家に住む幼なじみの同級生。幼い頃は年相応の可愛い少女であり、肝試しが好きでよく連れ出していた。その際、「怖くなくなるおまじない」と称して額に口づけをしていた。当時は大祐を「大ちゃん」と呼んでいた。
10年振りに再会した大祐のことを最初は無視する。態度は幼い頃とは別人のように冷淡になっていたが、売却騒動が大祐の働きで収束したときには感謝して笑顔で礼を言った。その後はまた冷淡な態度に戻ったが、2人だけのときは話をするようになる。
大祐が引っ越して行った頃に母を癌で亡くしており、仕事人間の父とは上手く行っていない模様。ヘッドホンをして音楽を聴いているなど、冷淡な態度のせいか学校の同級生たちとは距離を持っているように見え、ユウキは「近寄りがたい」と評す。
亡き母の持っていた指輪が、ひょんなことから大祐の手元に渡ったことから幽霊についての話をするようになる。母の霊に会いたい一心で降霊術などのオカルト的行為を大祐に依頼しようとした。
母が亡くなったのは自分のせいである、という思いに囚われ、追い詰められていた。大祐の協力のお陰で母との思い出の「ひまわり畑」を見付けることが出来たが、母の幽霊には会うことが出来なかった。
ミヨ
名字は不明。小霊寺で大祐の前に現れた少女。長い黒髪で背が小さい（大祐曰く「ちっこい」）。
寺の権利書を勝手に持ち出し、大祐に「寺の売却を止めて欲しい」と依頼する。さらに「肝試し」と称して墓場に連れて行き、幽霊たちに引き合わせる。怖がり逃げ出そうとした大祐に、かつての楠生のように「怖くなくなるおまじない」と称して口づけをするが、これが大祐のファーストキスであった。
売却騒動が収束した後は暫く大祐の前に現れなかったが、ユウキの父の件で「大事な頼みごと」があると現れる。その後も大祐からは「面倒ごとはごめん」と疎んじられながらも交流している。
その正体は小霊寺にいる幽霊である。大祐との間には何かしらの因縁がある模様だが、作中ではまだ語られていない。
白田 大吉（しろた だいきち）
大祐の父。小霊寺の住職だが俗物で、霊感も全く無く、幽霊は見えていない。そのだらしなさが故に妻から離婚を言い渡され、大祐とも10年振りの再会となった。片付けが全く出来なく、酒を飲むと酔っ払いになる。
寺の売却が大祐のせいで白紙に戻った、と怒り、寺の手伝いをさせるという理由で無理矢理転居させた。
町長（ちょうちょう）
名前は不明。小霊寺のある町の町長で、町議会で決定したことを盾に小霊寺の売却計画を進めるように仕向けるが、ある光景を目撃したことが原因で計画を白紙に戻す。抗議に行った大吉には「大祐のためにも売却は止めにする」と言ったらしい。
田村 悠樹（たむら ゆうき）
大祐の同級生で、幼い頃からの友人。「ユウキ」と呼ばれる。父亡き後、母と共に家業のラーメン屋を切り盛りする。父の亡くなった後には味が変わったらしく、客の減少が止まらず悩んでいた。父に依頼された大祐の働きにより秘伝のレシピを見ることが出来るようになった。
ユウキの父
名前は不明。1年前に事故で亡くなっており、大祐が引っ越してきた3日目に出遭う。大祐は亡くなっていたことに気付かず接するが、ユウキにより幽霊であったことを知る。
家業のラーメン屋が流行らなくなったことを心配し、自身考案のレシピを隠し場所からユウキらの元に渡すことと、もう1件あることを大祐に依頼する。その際嫌がる大祐には「呪い続けてやる」と脅した。
赤松 守（あかまつ まもる）
大祐らの通う高校に住みついている地縛霊。20年前に心臓の病気で死亡した。生前は演劇部に所属していたとのこと。
楠生に一目惚れし、「彼女を守ること」を自らの使命としてまとわり付くが、大祐にはそれが楠生の邪魔をしていると指摘される。ミヨに好きな人の幸せを願うようにと説得され、また楠生の、知らない人から想われることに対してはありがとうと思う、との発言を聞き、まとわり付くのを止めた。その後は成仏したかに思えたが、小霊寺に移動し、楠生の訪問時などには顔を出す。
石川 よしの（いしかわ よしの）
大祐らの同級生。小霊寺へ通ずる道を愛犬・さくらの散歩道としており、楠生と顔を合わせることも多かった。愛犬の名は道にある桜並木の元で拾ったことから付けた。老犬であったさくらが死亡した際、楠生の提案で「樹木葬」を行い、以降楠生とも親しくなる。
当初、楠生のことは話してみたいと思いつつ、怖いと思っていた。楠生の呼び方は「根元さん」から「楠生ちゃん」に変化した。
根元 日向子（ねもと ひなこ）
楠生の母。末期の癌のため10年前に亡くなった。会いたがっている楠生の元には姿を見せず、強さを持って欲しい、という理由で遠くから見守っている。

## 舞台
小霊寺（こだまでら）
大祐の実家である寺。歴史はあるが本堂を始めボロボロで、仏像も何者かに落書きがされたままの状態となっている。

## 書誌情報
宇佐美道子 『でれすけ!』 エンターブレイン〈ファミ通クリアコミックス〉、既刊2巻（2010年10月27日現在）
1. 2010年6月25日初版発行、ISBN 978-4-04-726574-5
2. 2010年10月27日初版発行、ISBN 978-4-04-726813-5

単行本第3巻及び完結巻となる第4巻は、2011年4月に2冊同時刊行されることが告知されたが、「諸事情により」発売延期となり未刊行となっている（2013年6月2日現在）。